# Analisi macroprudenziale
Con il termine analisi macroprudenziale si usa indicare l'applicazione degli strumenti analitici economico-finanziari allo studio della stabilità del sistema finanziario nel suo complesso. L'origine del nome risale ad alcuni lavori di analisi finanziaria internazionale condotti presso la Banca dei Regolamenti Internazionali nei primi anni '80. 
A seguito degli eventi della crisi finanziaria del 2007-2009, conosciuta anche come "crisi dei subprime", il mondo economico e finanziario ha acquisito maggiore consapevolezza dell'importanza di tale analisi.
Il termine è quindi ormai abbastanza comune nel linguaggio degli economisti finanziari e dei pubblici funzionari, così come è acquisito il suo ambito di significato:
- l'analisi macro-prudenziale è un'analisi rivolta a saggiare la stabilità di un sistema finanziario nel suo complesso
- l'analisi micro-prudenziale è l'analisi aziendale che gli organi di supervisione finanziaria sono tenuti a compiere su ogni banca e impresa finanziaria regolamentata per valutarne l'effettiva solidità patrimoniale e quindi la capacità di resistere a perdite economiche rilevanti e a condizioni congiunturali particolarmente avverse.

Per una illustrazione dei motivi per cui è necessario sottoporre a controllo e supervisione le banche e le imprese finanziarie si rimanda ad esempio alla nascita della Banca d'Italia.